# Mírová (Karlovy Vary-i járás)
Mírová település Csehországban, a Karlovy Vary-i járásban. Mírová Nové Sedlo, Hory, Nová Role, Karlovy Vary, Božičany, Jenišov és Chodov településekkel határos. Lakosainak száma 341 fő (2024. január 1.).

## Népesség
A település lakosságának változását az alábbi diagram mutatja:
| Lakosok száma | 409  | 790  | 741  | 344  | 239  | 311  | 324  | 336  | 321  | 341  |
|               | 1869 | 1900 | 1921 | 1961 | 1980 | 2011 | 2016 | 2019 | 2021 | 2024 |